# 彼列科普 (克里米亚)
彼列科普（乌克兰语和俄语：Перекоп），是法理上乌克兰克里米亚自治共和国彼列科普区的村庄，但事实上是俄罗斯克里米亞共和國亞美尼亞斯克市议会下辖的村庄。座落於彼列科普地峽。它以奧爾卡皮堡壘而聞名，被稱為 "通往克里米亞的大門"。

## 名字變遷
該地方原本是希臘人的定居點，被稱為塔夫羅斯（意為 "挖出的地點"），而那裡的人被稱為塔夫里奧伊。
此後，克里米亞汗國期間，該地方被稱為奧爾卡皮（意為 "溝渠的門"）。
該地方在斯拉夫语族中被稱為彼列科普 （乌克兰语和俄语：Перекоп，意為 "過度挖掘的地方"）。

## 歷史
由於該鎮的地理位置對軍事中切斷克里米亞非常重要，所以彼列科普曾遭受多次圍攻。
1736年6月，俄土戰爭期間，俄帝國元帥蒙尼奇成功襲擊韃靼人的防禦，把要塞化為廢墟，對克里米亞汗國的獨立作了重大打擊。
1920年，俄国内战期間，苏联红军圍攻彼列科普，再次把該鎮摧毀，並成功地把俄國的白軍趕離克里米亞。
1932年，蘇聯在附近建立新城克拉斯諾彼列科普斯克。
第二次世界大战期間，納粹德軍在克里米亞戰役中攻佔了彼列科普，而該鎮從1941年9月27日到1943年11月1日被德軍佔領，直至蘇聯軍在克里米亞攻勢中收復了彼列科普。

## 外部鏈接
- 波蘭王國地理辭典裡對彼列科普的描述 （页面存档备份，存于）
- 彼列科普的徽章 （页面存档备份，存于）
- 專門為彼列科普設計的網站 （页面存档备份，存于）